# Důl Bohatý slojemi
Důl Bohatý slojemi (Reiche-Flötz-Grube) byl černouhelný důl, který se nacházel v Ostravě–Petřkovicích. Jeho základem byla dědičná štola, která protínala návrší Ludgeřovický les.

## Historie

### Kutací práce
V důlním poli Bohaté slojemi probíhalo štolové dobývání od roku 1806. Několik štolových dolů bylo provozováno při severním a hlavně jižním kraji důlního pole v rámci Starých hlučínských dolů. První propůjčky byly Královským pruským vrchním báňským úřadem ve Vratislavi uděleny 16. března 1806 Johanu Adamu Grutschreibrovi, vlastníku hlučínského panství. Důlní pole bylo rozšířeno o další propůjčky ze dne 9. července 1828.

### Historie dolu Bohatý slojemi
Důl Bohatý slojemi byl založen v roce 1834, v důlním poli stejného jména, Kapitulou olomouckého arcibiskupství, majitelem Rudolphovy hutě (Vítkovických železáren). Kapitula 25. ledna 1834 odkoupila důlní majetek Starých hlučínských dolů .
7. prosince 1842 získalo olomoucké arcibiskupství propůjčku na dědičnou štolu Bohatá slojemi.
Hlavním otvírkovým dílem dolu byla dědičná štola Bohatá slojemi (Reichen-Flötz-Stollen). Štola protínala návrší Ludgeřovický les západně od údolí, jímž prochází silnice z Přívozu do Opavy. Štola byla založena na katastru obce Petřkovice a byla ražena východozápadním směrem. Ražba štoly byla zahájena v roce 1834. Do roku 1859 byla vyražena v délce 1 193 m a ražení pokračovalo až do vzdálenosti 1336 m od ústí. V roce 1875 byla ražba zastavena v neproduktivním pohoří kulmských břidlic. Pro zabezpečení základního větrání byla štola na několika místech spojena s povrchem větrními jámami.
Poblíž ústí štoly byla postaveno zařízení dolu s objektem dílen, nářaďovnou, cechovnou a dalšími provozními objekty. U areálu dolu byly provozovány dvě skupiny jednoduchých koksových pecí, v nichž se koksovalo uhlí pro potřeby železářských pecí ve Vítkovicích.
V roce 1875 byla těžba na dole Bohatá slojemi zastavena a dědičná štola byla opuštěna a již mimo provoz. Ústí bylo uzavřeno mřížemi. Zlikvidována byla na podzim 1900, kdy bylo její ústí zazděno. Ke konci 2. světové války byla štola otevřena v délce asi 80 m a sloužila jako protiletecký kryt. Byl v ní vybudován objekt velitelství německé domobrany (Volkssturm) a zároveň zřízen druhý útěkový východ proražením šachtice na povrch. Po válce byl vchod zasypán.

## Současný stav
Po některých důlních jámách se v terénu nacházejí stopy ve formě nálevkovitých propadlin. Největší propadlina se nachází na jámě Světlík II v lese Ludgeřovice, která má průměr cca 15 m a hloubku cca 10 m.

## Těžba uhlí
Dědičná štola Bohatá slojemi otevírala ve spodních petřkovických vrstvách ostravského souvrství sloje Josef, Salome, Naděje, Přilehlá, Bohatá, Bedřich, Vilém, Ferdinand, Rothschild, Novodvorský, Černá nevěsta, Fanny, Bedřiška, Bohdan a Čeněk. Tyto sloje byly dobývány v letech 1834 – 1876 poruby vedenými podél směrných chodeb ve slojích v jižním a severním křídle důlního pole až po výchozy slojí. Dobývací metodou bylo směrné pilířování. V důlním poli je dokumentováno celkem 17 důlních jam. Důl zasahoval do hloubky 60 m, těžba byla prováděna z jednoho hlavního patra a 1 až 3 nadštolních pater a případně z jednoho podštolního patra.

### Údaje dolu Bohatý slojemi (Ostrava Petřkovice).
| Název          | Druh jámy     | Založení  | délka štoly [m]  | těžba       | vytěženo              | likvidace | dobývací pole [ha] | poznámka                | Údaje dle |
| -------------- | ------------- | --------- | ---------------- | ----------- | --------------------- | --------- | ------------------ | ----------------------- | --------- |
| Bohatá slojemi | dědičná štola | 1834      | 1336             | 1834 – 1875 | nevykazována odděleně | 1900      | 85,8               | 1 štola dědičná, 17 jam | [ 2 ]     |
| Název          | Druh jámy     | založení  | hloubka jámy [m] |             |                       | likvidace |                    |                         | [ 2 ]     |
| Naděje         | větrní        | 1803      | 34               |             |                       | 19. st.   |                    |                         | [ 2 ]     |
| Naneta         | větrní        | <1820     | 26               |             |                       | 19. st.   |                    |                         | [ 2 ]     |
| Světlík I      | větrní        | 1834-1850 | 76               |             |                       | 19. st.   |                    |                         | [ 2 ]     |
| Větrní (Š1)    | větrní        | 1834-1850 | 16               |             |                       | 19. st.   |                    |                         | [ 2 ]     |
| Větrní (V9)    | větrní        | 19. stol. | 31               |             |                       | 19. st.   |                    |                         | [ 2 ]     |